# Armi di produzione artigianale palestinesi
Anche prima dell'esplodere della Seconda Intifada, vari gruppi militanti palestinesi hanno fabbricato armi artigianali da impiegare contro le forze armate israeliane e obiettivi civili. Esse comprendono razzi con cui colpire il territorio israeliano. La massima parte degli sforzi è stata dedicata alla produzione di razzi d'artiglieria non guidati. Hamas ha fabbricato propri modelli di proietti anticarro e lanciarazzi RPG. Malgrado si pensi che tali armi passino attraverso le linee di confine con l'Egitto (per quanto riguarda la Striscia di Gaza) e, in minor misura, la Giordania (per quanto riguarda la Cisgiordania), varie piccole armi si reputa siano costruite direttamente nei Territori palestinesi occupati.
Il 14 agosto 2008 i Comitati di Resistenza Popolare hanno terminato la creazione del razzo al-Nasser-4, una versione aggiornata del già operativo al-Nasser-3.

## Razzi
Lanciatori multipli di razzi
- al Quds-3 MRL (Hamas & Movimento per il Jihad Islamico in Palestina)

Razzi d'artiglieria a corto raggio
- Qassam Type 1, 2, 3, & 4 (Hamas)
- Razzo al-Quds Type 101 & 2 (Movimento per il Jihad Islamico in Palestina)
- al-Nasser-3 (Comitati di Resistenza Popolare)
- al-Nasser-4 (Comitati di Resistenza Popolare)
- al-Saria-2 (Tanzim)
- al-Kafah (Fath)
- Jenin-1 (Fath)
- Arafat Type 1 & 2 (Brigata dei Martiri di Al-Aqsa)
- al-Aqsa-3 (Brigata dei Martiri di Al-Aqsa)
- Sumoud (Fronte Popolare per la Liberazione della Palestina)

Proietti anticarro
- Lanciarazzi al-Yasin (Hamas)
- al-Bana (Hamas sviluppato, in uso presso altre fazioni)
- al-Batar (Hamas sviluppato, in uso presso altre fazioni)

## Mortai
- Mortaio al-Sariya-1 240mm (Fath & Fronte Popolare per la Liberazione della Palestina)
- Mortaio da 120 mm
- Mortaio da 81 mm
- Mortaio da 60 mm/52 mm